# Comté de Carbon (Pennsylvanie)
Pour les articles homonymes, voir Comté de Carbon.
Le comté de Carbon est un comté américain du Commonwealth de Pennsylvanie. Au recensement de 2020, le comté compte 64 749 habitants. Le siège du comté se situe à Jim Thorpe.
Le comté de Carbon marque la frontière nord de la région de la vallée de Lehigh. Il fait également partie de la région du charbon, alors que l'est et le nord-est du comté s'inscrivent dans la région montagneuse des Poconos.

## Démographie
| Groupe            | Comté de Carbon | Pennsylvanie | États-Unis |
| ----------------- | --------------- | ------------ | ---------- |
| Blancs            | 88,7            | 73,5         | 58         |
| Latino-Américains | 5,6             | 8,1          | 19         |
| Afro-Américains   | 1,6             | 10,5         | 12,1       |
| Asiatiques        | 0,5             | 3,4          | 6,2        |
| Métis             | 3               | 3,3          | 4,1        |
| Autres            | 0,3             | 0,4          | 0,5        |
| Amérindiens       | 0,1             | 0,1          | 0,9        |
| Océano-américains | 0,02            | 0,02         | 0,2        |
| Total             | 100             | 100          | 100        |